# Intercambiador Tōyotanbara
El Intercambiador Toyotanbara (東予丹原インターチェンジ Tōyotanbara-intāchenji?) es un intercambiador que se encuentra en lo que fue la Ciudad de Toyo (en la actualidad es parte de la Ciudad de Saijo) de la Prefectura de Ehime. Es el tercer intercambiador de la Autovía Imabari-Komatsu en dirección a la Ciudad de Imabari. 

## Características
Es el último intercambiador de la Ciudad de Saijo en dirección a la Ciudad de Imabari.

## Cruces importantes
- Ruta Nacional 196 (no en forma directa)

## Alrededores del intercambiador
- Palty Fuji Sucursal Toyo
- Delegación Toyo del Ayuntamiento de la Ciudad de Saijo
- Delegación Tanbara del Ayuntamiento de la Ciudad de Saijo

## Intercambiador anterior y posterior
- Autovía Imabari-Komatsu (hacia y desde Imabari)

Intercambiador Iyokomatsukita << Intercambiador Toyotanbara >> Intercambiador Imabariyunoura
- Autovía Imabari-Komatsu (hacia y desde Matsuyama)

Intercambiador Iyokomatsu << Intercambiador Toyotanbara >> Intercambiador Imabariyunoura